# Heineken Cup 2012/13
Der Heineken Cup 2012/13 war die 18. Ausgabe des Heineken Cup (Vorgänger des European Rugby Champions Cup), dem wichtigsten europäischen Pokalwettbewerb im Rugby Union. Es waren 24 Mannschaften aus sechs Ländern beteiligt. Der Wettbewerb begann am 12. Oktober 2012, das Finale fand am 18. Mai 2013 im Aviva Stadium in Dublin statt. Den Titel gewann zum ersten Mal der französische Verein RC Toulon. Das irische Team Leinster Rugby war Titelverteidiger und hatte die Chance, als erstes Team überhaupt den Pokal dreimal in Folge zu gewinnen, schied aber bereits in der Vorrunde aus.

## Modus
Die Teilnehmer wurden am 12. Juni 2012 in sechs Gruppen mit je vier Mannschaften eingeteilt. Die Setzreihenfolge basiert auf den Ergebnissen der einzelnen Vereine in den vorangegangenen Jahren. Jede Mannschaft spielt je ein Heim- und ein Auswärtsspiel gegen die drei Gruppengegner. In der Gruppenphase erhalten die Mannschaften:
- vier Punkte für einen Sieg
- zwei Punkte für ein Unentschieden
- einen Bonuspunkt bei vier oder mehr Versuchen
- einen Bonuspunkt bei einer Niederlage mit sieben oder weniger Punkten Differenz

Für das Viertelfinale qualifizierten sich die sechs Gruppensieger (nach Anzahl gewonnener Punkte auf den Plätzen 1–6 klassiert) und die zwei besten Gruppenzweiten (auf den Plätzen 7–8 klassiert). Mannschaften auf den Plätzen 1–4 hatten im Viertelfinale Heimrecht. Es spielten der Erste gegen den Achten, der Zweite gegen den Siebten, der Dritte gegen den Sechsten und der Vierte gegen den Fünften. Drei der vier übrig gebliebenen Gruppenzweiten qualifizierten sich für das Viertelfinale im European Challenge Cup 2012/13.

## Gruppenphase

### Gruppe 1
|    | Team            | Spiele | Siege | Unent. | Ndlg. | Spiel- punkte | Diff. | Bonus- punkte | Tabellen- punkte |
| -- | --------------- | ------ | ----- | ------ | ----- | ------------- | ----- | ------------- | ---------------- |
| 1. | Saracens        | 6      | 5     | 0      | 1     | 180:76        | + 104 | 3             | 23               |
| 2. | Munster Rugby   | 6      | 4     | 0      | 2     | 133:73        | + 60  | 4             | 20               |
| 3. | Racing Métro 92 | 6      | 3     | 0      | 3     | 103:125       | − 22  | 0             | 12               |
| 4. | Edinburgh Rugby | 6      | 0     | 0      | 6     | 36:178        | − 142 | 0             | 0                |

| 13. Oktober 2012 13:35 WESZ | Edinburgh Rugby | 0 : 45 | Saracens | Murrayfield Stadium, Edinburgh Zuschauer: 6.543 |
| 13. Oktober 2012 13:35 WESZ | Bericht         |        |          | Murrayfield Stadium, Edinburgh Zuschauer: 6.543 |

| 13. Oktober 2012 14:35 MESZ | Racing Métro 92 | 22 : 17 | Munster Rugby | Stade de France, Saint-Denis Zuschauer: 21.102 |
| 13. Oktober 2012 14:35 MESZ | Bericht         |         |               | Stade de France, Saint-Denis Zuschauer: 21.102 |

| 20. Oktober 2012 16:40 MESZ | Saracens | 30 : 13 | Racing Métro 92 | König-Baudouin-Stadion, Brüssel Zuschauer: 18.212 |
| 20. Oktober 2012 16:40 MESZ | Bericht  |         |                 | König-Baudouin-Stadion, Brüssel Zuschauer: 18.212 |

| 21. Oktober 2012 12:45 WESZ | Munster Rugby | 33 : 0 | Edinburgh Rugby | Thomond Park, Limerick Zuschauer: 22.146 |
| 21. Oktober 2012 12:45 WESZ | Bericht       |        |                 | Thomond Park, Limerick Zuschauer: 22.146 |

| 8. Dezember 2012 18:00 WEZ | Munster Rugby | 15 : 9 | Saracens | Thomond Park, Limerick Zuschauer: 25.600 |
| 8. Dezember 2012 18:00 WEZ | Bericht       |        |          | Thomond Park, Limerick Zuschauer: 25.600 |

| 8. Dezember 2012 19:00 MEZ | Racing Métro 92 | 19 : 9 | Edinburgh Rugby | Stade Olympique Yves-du-Manoir, Colombes Zuschauer: 6.873 |
| 8. Dezember 2012 19:00 MEZ | Bericht         |        |                 | Stade Olympique Yves-du-Manoir, Colombes Zuschauer: 6.873 |

| 14. Dezember 2012 20:00 WEZ | Edinburgh Rugby | 3 : 15 | Racing Métro 92 | Murrayfield Stadium, Edinburgh Zuschauer: 4.598 |
| 14. Dezember 2012 20:00 WEZ | Bericht         |        |                 | Murrayfield Stadium, Edinburgh Zuschauer: 4.598 |

| 16. Dezember 2012 15:00 WEZ | Saracens | 19 : 13 | Munster Rugby | Vicarage Road, Watford Zuschauer: 15.288 |
| 16. Dezember 2012 15:00 WEZ | Bericht  |         |               | Vicarage Road, Watford Zuschauer: 15.288 |

| 11. Januar 2013 16:40 MEZ | Racing Métro 92 | 28 : 37 | Saracens | Stade de la Beaujoire, Nantes Zuschauer: 35.085 |
| 11. Januar 2013 16:40 MEZ | Bericht         |         |          | Stade de la Beaujoire, Nantes Zuschauer: 35.085 |

| 13. Januar 2013 12:45 WEZ | Edinburgh Rugby | 17 : 26 | Munster Rugby | Murrayfield Stadium, Edinburgh Zuschauer: 6.220 |
| 13. Januar 2013 12:45 WEZ | Bericht         |         |               | Murrayfield Stadium, Edinburgh Zuschauer: 6.220 |

| 20. Januar 2013 12:45 WEZ | Munster | 29 : 6 | Racing Métro 92 | Thomond Park, Limerick Zuschauer: 25.600 |
| 20. Januar 2013 12:45 WEZ | Bericht |        |                 | Thomond Park, Limerick Zuschauer: 25.600 |

| 20. Januar 2013 12:45 WEZ | Saracens | 40 : 7 | Edinburgh Rugby | Vicarage Road, Watford Zuschauer: 5.673 |
| 20. Januar 2013 12:45 WEZ | Bericht  |        |                 | Vicarage Road, Watford Zuschauer: 5.673 |

### Gruppe 2
|    | Team                   | Spiele | Siege | Unent. | Ndlg. | Spiel- punkte | Diff. | Bonus- punkte | Tabellen- punkte |
| -- | ---------------------- | ------ | ----- | ------ | ----- | ------------- | ----- | ------------- | ---------------- |
| 1. | Leicester Tigers       | 6      | 4     | 1      | 1     | 119:103       | + 16  | 2             | 20               |
| 2. | Stade Toulousain       | 6      | 4     | 0      | 2     | 132:84        | + 48  | 3             | 19               |
| 3. | Ospreys                | 6      | 2     | 1      | 3     | 120:124       | − 4   | 2             | 12               |
| 4. | Benetton Rugby Treviso | 6      | 1     | 0      | 5     | 107:167       | − 60  | 1             | 5                |

| 12. Oktober 2012 20:00 WESZ | Ospreys | 38 : 17 | Benetton Rugby Treviso | Liberty Stadium, Swansea Zuschauer: 8.746 |
| 12. Oktober 2012 20:00 WESZ | Bericht |         |                        | Liberty Stadium, Swansea Zuschauer: 8.746 |

| 14. Oktober 2012 16:00 MESZ | Stade Toulousain | 23 : 9 | Leicester Tigers | Stadium Municipal, Toulouse Zuschauer: 28.000 |
| 14. Oktober 2012 16:00 MESZ | Bericht          |        |                  | Stadium Municipal, Toulouse Zuschauer: 28.000 |

| 20. Oktober 2012 14:35 MESZ | Benetton Rugby Treviso | 21 : 33 | Stade Toulousain | Stadio Comunale di Monigo, Treviso Zuschauer: 5.000 |
| 20. Oktober 2012 14:35 MESZ | Bericht                |         |                  | Stadio Comunale di Monigo, Treviso Zuschauer: 5.000 |

| 21. Oktober 2012 14:35 MESZ | Leicester Tigers | 39 : 22 | Ospreys | Welford Road Stadium, Leicester Zuschauer: 20.224 |
| 21. Oktober 2012 14:35 MESZ | Bericht          |         |         | Welford Road Stadium, Leicester Zuschauer: 20.224 |

| 8. Dezember 2012 14:35 MEZ | Stade Toulousain | 30 : 14 | Ospreys | Stade Ernest-Wallon, Toulouse Zuschauer: 17.865 |
| 8. Dezember 2012 14:35 MEZ | Bericht          |         |         | Stade Ernest-Wallon, Toulouse Zuschauer: 17.865 |

| 9. Dezember 2012 15:00 WEZ | Leicester Tigers | 33 : 25 | Benetton Rugby Treviso | Welford Road Stadium, Leicester Zuschauer: 18.432 |
| 9. Dezember 2012 15:00 WEZ | Bericht          |         |                        | Welford Road Stadium, Leicester Zuschauer: 18.432 |

| 15. Dezember 2012 14:35 MEZ | Benetton Rugby Treviso | 13 : 14 | Leicester Tigers | Stadio Comunale di Monigo, Treviso Zuschauer: 3.500 |
| 15. Dezember 2012 14:35 MEZ | Bericht                |         |                  | Stadio Comunale di Monigo, Treviso Zuschauer: 3.500 |

| 15. Dezember 2012 13:35 WEZ | Ospreys | 17 : 6 | Stade Toulousain | Liberty Stadium, Swansea Zuschauer: 10.110 |
| 15. Dezember 2012 13:35 WEZ | Bericht |        |                  | Liberty Stadium, Swansea Zuschauer: 10.110 |

| 13. Januar 2013 15:00 WEZ | Ospreys | 15 : 15 | Leicester Tigers | Liberty Stadium, Swansea Zuschauer: 13.126 |
| 13. Januar 2013 15:00 WEZ | Bericht |         |                  | Liberty Stadium, Swansea Zuschauer: 13.126 |

| 13. Januar 2013 16:00 WEZ | Stade Toulousain | 35 : 14 | Benetton Rugby Treviso | Stade Ernest-Wallon, Toulouse Zuschauer: 15.382 |
| 13. Januar 2013 16:00 WEZ | Bericht          |         |                        | Stade Ernest-Wallon, Toulouse Zuschauer: 15.382 |

| 20. Januar 2013 15:00 WEZ | Leicester Tigers | 9 : 5 | Stade Toulousain | Welford Road Stadium, Leicester |
| 20. Januar 2013 15:00 WEZ | Bericht          |       |                  | Welford Road Stadium, Leicester |

| 20. Januar 2013 16:00 MEZ | Benetton Rugby Treviso | 17 : 14 | Ospreys | Stadio Comunale di Monigo, Treviso |
| 20. Januar 2013 16:00 MEZ | Bericht                |         |         | Stadio Comunale di Monigo, Treviso |

### Gruppe 3
|    | Team               | Spiele | Siege | Unent. | Ndlg. | Spiel- punkte | Diff. | Bonus- punkte | Tabellen- punkte |
| -- | ------------------ | ------ | ----- | ------ | ----- | ------------- | ----- | ------------- | ---------------- |
| 1. | Harlequins         | 6      | 6     | 0      | 0     | 243:71        | + 172 | 4             | 28               |
| 2. | Biarritz Olympique | 6      | 3     | 0      | 3     | 123:101       | + 22  | 3             | 15               |
| 3. | Connacht Rugby     | 6      | 3     | 0      | 3     | 96:138        | − 42  | 0             | 12               |
| 4. | Zebre              | 6      | 0     | 0      | 6     | 72:224        | − 152 | 1             | 1                |

| 13. Oktober 2012 14:35 MESZ | Zebre   | 10 : 19 | Connacht Rugby | Stadio XXV Aprile, Parma Zuschauer: 1.800 |
| 13. Oktober 2012 14:35 MESZ | Bericht |         |                | Stadio XXV Aprile, Parma Zuschauer: 1.800 |

| 13. Oktober 2012 18:00 WESZ | Harlequins | 40 : 13 | Biarritz Olympique | The Stoop, London Zuschauer: 13.815 |
| 13. Oktober 2012 18:00 WESZ | Bericht    |         |                    | The Stoop, London Zuschauer: 13.815 |

| 20. Oktober 2012 19:00 MESZ | Biarritz Olympique | 38 : 17 | Zebre | Parc des Sports d’Aguiléra, Biarritz Zuschauer: 7.182 |
| 20. Oktober 2012 19:00 MESZ | Bericht            |         |       | Parc des Sports d’Aguiléra, Biarritz Zuschauer: 7.182 |

| 20. Oktober 2012 18:00 WESZ | Connacht Rugby | 22 : 30 | Harlequins | Galway Sportsgrounds, Galway Zuschauer: 8.199 |
| 20. Oktober 2012 18:00 WESZ | Bericht        |         |            | Galway Sportsgrounds, Galway Zuschauer: 8.199 |

| 7. Dezember 2012 20:00 WEZ | Connacht Rugby | 22 : 14 | Biarritz Olympique | Galway Sportsgrounds, Galway Zuschauer: 6.583 |
| 7. Dezember 2012 20:00 WEZ | Bericht        |         |                    | Galway Sportsgrounds, Galway Zuschauer: 6.583 |

| 8. Dezember 2012 14:35 MEZ | Zebre   | 14 : 57 | Harlequins | Stadio XXV Aprile, Parma Zuschauer: 1.600 |
| 8. Dezember 2012 14:35 MEZ | Bericht |         |            | Stadio XXV Aprile, Parma Zuschauer: 1.600 |

| 14. Dezember 2012 21:00 MEZ | Biarritz Olympique | 17 : 0 | Connacht Rugby | Parc des Sports d’Aguiléra, Biarritz Zuschauer: 6.231 |
| 14. Dezember 2012 21:00 MEZ | Bericht            |        |                | Parc des Sports d’Aguiléra, Biarritz Zuschauer: 6.231 |

| 15. Dezember 2012 15:00 WEZ | Harlequins | 53 : 5 | Zebre | The Stoop, London Zuschauer: 12.036 |
| 15. Dezember 2012 15:00 WEZ | Bericht    |        |       | The Stoop, London Zuschauer: 12.036 |

| 12. Januar 2013 13:35 WEZ | Harlequins | 47 : 8 | Connacht Rugby | The Stoop, London Zuschauer: 13.270 |
| 12. Januar 2013 13:35 WEZ | Bericht    |        |                | The Stoop, London Zuschauer: 13.270 |

| 12. Januar 2013 14:35 MEZ | Zebre   | 6 : 32 | Biarritz Olympique | Stadio XXV Aprile, Parma Zuschauer: 1.200 |
| 12. Januar 2013 14:35 MEZ | Bericht |        |                    | Stadio XXV Aprile, Parma Zuschauer: 1.200 |

| 18. Januar 2013 20:00 WEZ | Connach Rugby | 25 : 20 | Zebre | Galway Sportsgrounds, Galway Zuschauer: 5.803 |
| 18. Januar 2013 20:00 WEZ | Bericht       |         |       | Galway Sportsgrounds, Galway Zuschauer: 5.803 |

| 18. Januar 2013 21:00 MEZ | Biarritz Olympique | 9 : 16 | Harlequins | Parc des Sports d’Aguiléra, Biarritz Zuschauer: 7.897 |
| 18. Januar 2013 21:00 MEZ | Bericht            |        |            | Parc des Sports d’Aguiléra, Biarritz Zuschauer: 7.897 |

### Gruppe 4
|    | Team               | Spiele | Siege | Unent. | Ndlg. | Spiel- punkte | Diff. | Bonus- punkte | Tabellen- punkte |
| -- | ------------------ | ------ | ----- | ------ | ----- | ------------- | ----- | ------------- | ---------------- |
| 1. | Ulster Rugby       | 6      | 5     | 0      | 1     | 126:55        | + 71  | 3             | 23               |
| 2. | Northampton Saints | 6      | 3     | 0      | 3     | 94:109        | − 15  | 3             | 15               |
| 3. | Castres Olympique  | 6      | 3     | 0      | 3     | 77:98         | − 21  | 2             | 14               |
| 4. | Glasgow Warriors   | 6      | 1     | 0      | 5     | 70:105        | − 35  | 2             | 6                |

| 12. Oktober 2012 20:00 WESZ | Ulster Rugby | 41 : 17 | Castres Olympique | Ravenhill Stadium, Belfast Zuschauer: 11.451 |
| 12. Oktober 2012 20:00 WESZ | Bericht      |         |                   | Ravenhill Stadium, Belfast Zuschauer: 11.451 |

| 14. Oktober 2012 12:45 WESZ | Northampton Saints | 24 : 15 | Glasgow Warriors | Franklin’s Gardens, Northampton Zuschauer: 12.115 |
| 14. Oktober 2012 12:45 WESZ | Bericht            |         |                  | Franklin’s Gardens, Northampton Zuschauer: 12.115 |

| 19. Oktober 2012 21:00 MESZ | Castres Olympique | 21 : 26 | Northampton Saints | Stade Pierre-Antoine, Castres Zuschauer: 11.425 |
| 19. Oktober 2012 21:00 MESZ | Bericht           |         |                    | Stade Pierre-Antoine, Castres Zuschauer: 11.425 |

| 19. Oktober 2012 20:00 WESZ | Glasgow Warriors | 8 : 19 | Ulster Rugby | Scotstoun Stadium, Glasgow Zuschauer: 6.194 |
| 19. Oktober 2012 20:00 WESZ | Bericht          |        |              | Scotstoun Stadium, Glasgow Zuschauer: 6.194 |

| 7. Dezember 2012 19:35 WEZ | Glasgow Warriors | 6 : 9 | Castres Olympique | Scotstoun Stadium, Glasgow Zuschauer: 3.348 |
| 7. Dezember 2012 19:35 WEZ | Bericht          |       |                   | Scotstoun Stadium, Glasgow Zuschauer: 3.348 |

| 7. Dezember 2012 20:00 WEZ | Northampton Saints | 6 : 25 | Ulster Rugby | Franklin’s Gardens, Northampton Zuschauer: 13.475 |
| 7. Dezember 2012 20:00 WEZ | Bericht            |        |              | Franklin’s Gardens, Northampton Zuschauer: 13.475 |

| 15. Dezember 2012 18:00 WEZ | Ulster Rugby | 9 : 10 | Northampton Saints | Ravenhill Stadium, Belfast Zuschauer: 10.977 |
| 15. Dezember 2012 18:00 WEZ | Bericht      |        |                    | Ravenhill Stadium, Belfast Zuschauer: 10.977 |

| 16. Dezember 2012 13:45 MEZ | Castres Olympique | 10 : 8 | Glasgow Warriors | Stade Pierre-Antoine, Castres Zuschauer: 8.224 |
| 16. Dezember 2012 13:45 MEZ | Bericht           |        |                  | Stade Pierre-Antoine, Castres Zuschauer: 8.224 |

| 11. Januar 2013 20:00 WEZ | Northampton Saints | 18 : 12 | Castres Olympique | Franklin’s Gardens, Northampton Zuschauer: 11.891 |
| 11. Januar 2013 20:00 WEZ | Bericht            |         |                   | Franklin’s Gardens, Northampton Zuschauer: 11.891 |

| 11. Januar 2013 20:00 WEZ | Ulster Rugby | 23 : 6 | Glasgow Warriors | Ravenhill Stadium, Belfast Zuschauer: 10.940 |
| 11. Januar 2013 20:00 WEZ | Bericht      |        |                  | Ravenhill Stadium, Belfast Zuschauer: 10.940 |

| 19. Januar 2013 13:35 WEZ | Glasgow Warriors | 27 : 20 | Northampton Saints | Scotstoun Stadium, Glasgow Zuschauer: 4.193 |
| 19. Januar 2013 13:35 WEZ | Bericht          |         |                    | Scotstoun Stadium, Glasgow Zuschauer: 4.193 |

| 19. Januar 2013 14:35 MEZ | Castres Olympique | 8 : 9 | Ulster Rugby | Stade Pierre-Antoine, Castres Zuschauer: 7.632 |
| 19. Januar 2013 14:35 MEZ | Bericht           |       |              | Stade Pierre-Antoine, Castres Zuschauer: 7.632 |

### Gruppe 5
|    | Team                  | Spiele | Siege | Unent. | Ndlg. | Spiel- punkte | Diff. | Bonus- punkte | Tabellen- punkte |
| -- | --------------------- | ------ | ----- | ------ | ----- | ------------- | ----- | ------------- | ---------------- |
| 1. | ASM Clermont Auvergne | 6      | 6     | 0      | 0     | 213:64        | + 149 | 4             | 28               |
| 2. | Leinster Rugby        | 6      | 4     | 0      | 2     | 124:96        | + 28  | 4             | 20               |
| 3. | Exeter Chiefs         | 6      | 2     | 0      | 4     | 93:166        | − 73  | 1             | 9                |
| 4. | Scarlets              | 6      | 0     | 0      | 6     | 79:183        | − 104 | 2             | 2                |

| 13. Oktober 2012 15:40 WESZ | Leinster Rugby | 9 : 6 | Exeter Chiefs | RDS Arena, Dublin Zuschauer: 18.500 |
| 13. Oktober 2012 15:40 WESZ | Bericht        |       |               | RDS Arena, Dublin Zuschauer: 18.500 |

| 13. Oktober 2012 16:40 MESZ | ASM Clermont Auvergne | 49 : 16 | Scarlets | Stade Marcel-Michelin, Clermont-Ferrand Zuschauer: 17.520 |
| 13. Oktober 2012 16:40 MESZ | Bericht               |         |          | Stade Marcel-Michelin, Clermont-Ferrand Zuschauer: 17.520 |

| 20. Oktober 2012 13:35 WESZ | Scarlets | 13 : 20 | Leinster Rugby | Parc y Scarlets, Llanelli Zuschauer: 9.555 |
| 20. Oktober 2012 13:35 WESZ | Bericht  |         |                | Parc y Scarlets, Llanelli Zuschauer: 9.555 |

| 20. Oktober 2012 18:00 WESZ | Exeter Chiefs | 12 : 46 | ASM Clermont Auvergne | Sandy Park, Exeter Zuschauer: 9.819 |
| 20. Oktober 2012 18:00 WESZ | Bericht       |         |                       | Sandy Park, Exeter Zuschauer: 9.819 |

| 8. Dezember 2012 13:35 WEZ | Scarlets | 16 : 22 | Exeter Chiefs | Parc y Scarlets, Llanelli Zuschauer: 7.512 |
| 8. Dezember 2012 13:35 WEZ | Bericht  |         |               | Parc y Scarlets, Llanelli Zuschauer: 7.512 |

| 9. Dezember 2012 16:00 MEZ | ASM Clermont Auvergne | 15 : 12 | Leinster Rugby | Stade Marcel Michelin, Clermont-Ferrand Zuschauer: 17.760 |
| 9. Dezember 2012 16:00 MEZ | Bericht               |         |                | Stade Marcel Michelin, Clermont-Ferrand Zuschauer: 17.760 |

| 15. Dezember 2012 15:40 WEZ | Exeter Chiefs | 30 : 20 | Scarlets | Sandy Park, Exeter Zuschauer: 9.258 |
| 15. Dezember 2012 15:40 WEZ | Bericht       |         |          | Sandy Park, Exeter Zuschauer: 9.258 |

| 15. Dezember 2012 15:40 WEZ | Leinster Rugby | 21 : 28 | ASM Clermont Auvergne | Aviva Stadium, Dublin Zuschauer: 48.964 |
| 15. Dezember 2012 15:40 WEZ | Bericht        |         |                       | Aviva Stadium, Dublin Zuschauer: 48.964 |

| 12. Januar 2013 18:00 WEZ | Leinster Rugby | 33 : 14 | Scarlets | RDS Arena, Dublin Zuschauer: 18.200 |
| 12. Januar 2013 18:00 WEZ | Bericht        |         |          | RDS Arena, Dublin Zuschauer: 18.200 |

| 12. Januar 2013 19:00 MEZ | ASM Clermont Auvergne | 46 : 3 | Exeter Chiefs | Stade Marcel Michelin, Clermont-Ferrand Zuschauer: 17.666 |
| 12. Januar 2013 19:00 MEZ | Bericht               |        |               | Stade Marcel Michelin, Clermont-Ferrand Zuschauer: 17.666 |

| 19. Januar 2013 18:00 WEZ | Exeter Chiefs | 20 : 29 | Leinster Rugby | Sandy Park, Exeter Zuschauer: 10.198 |
| 19. Januar 2013 18:00 WEZ | Bericht       |         |                | Sandy Park, Exeter Zuschauer: 10.198 |

| 19. Januar 2013 18:00 WEZ | Scarlets | 0 : 29 | ASM Clermont Auvergne | Parc y Scarlets, Llanelli Zuschauer: 7.167 |
| 19. Januar 2013 18:00 WEZ | Bericht  |        |                       | Parc y Scarlets, Llanelli Zuschauer: 7.167 |

### Gruppe 6
|    | Team                      | Spiele | Siege | Unent. | Ndlg. | Spiel- punkte | Diff. | Bonus- punkte | Tabellen- punkte |
| -- | ------------------------- | ------ | ----- | ------ | ----- | ------------- | ----- | ------------- | ---------------- |
| 1. | RC Toulon                 | 6      | 5     | 0      | 1     | 186:84        | + 102 | 3             | 23               |
| 2. | Montpellier Hérault Rugby | 6      | 5     | 0      | 1     | 168:109       | + 39  | 2             | 22               |
| 3. | Cardiff Blues             | 6      | 1     | 0      | 5     | 143:184       | − 41  | 2             | 6                |
| 4. | Sale Sharks               | 6      | 1     | 0      | 5     | 78:198        | − 120 | 0             | 4                |

| 14. Oktober 2012 12:45 WESZ | Sale Sharks | 34 : 33 | Cardiff Blues | Salford City Stadium, Salford Zuschauer: 5.853 |
| 14. Oktober 2012 12:45 WESZ | Bericht     |         |               | Salford City Stadium, Salford Zuschauer: 5.853 |

| 14. Oktober 2012 21:00 MESZ | RC Toulon | 37 : 16 | Montpellier Hérault RC | Stade Mayol, Toulon Zuschauer: 12.547 |
| 14. Oktober 2012 21:00 MESZ | Bericht   |         |                        | Stade Mayol, Toulon Zuschauer: 12.547 |

| 21. Oktober 2012 12:45 WESZ | Cardiff Blues | 14 : 22 | RC Toulon | Cardiff Arms Park, Cardiff Zuschauer: 9.624 |
| 21. Oktober 2012 12:45 WESZ | Bericht       |         |           | Cardiff Arms Park, Cardiff Zuschauer: 9.624 |

| 21. Oktober 2012 16:00 MESZ | Montpellier Hérault RC | 33 : 18 | Sale Sharks | Stade Yves-du-Manoir, Montpellier Zuschauer: 10.414 |
| 21. Oktober 2012 16:00 MESZ | Bericht                |         |             | Stade Yves-du-Manoir, Montpellier Zuschauer: 10.414 |

| 8. Dezember 2012 15:40 WEZ | Sale Sharks | 6 : 17 | RC Toulon | Salford City Stadium, Salford Zuschauer: 9.154 |
| 8. Dezember 2012 15:40 WEZ | Bericht     |        |           | Salford City Stadium, Salford Zuschauer: 9.154 |

| 9. Dezember 2012 12:45 WEZ | Cardiff Blues | 24 : 35 | Montpellier Hérault RC | Cardiff Arms Park, Cardiff Zuschauer: 6.014 |
| 9. Dezember 2012 12:45 WEZ | Bericht       |         |                        | Cardiff Arms Park, Cardiff Zuschauer: 6.014 |

| 15. Dezember 2012 19:00 MEZ | Montpellier Hérault RC | 34 : 21 | Cardiff Blues | Stade Yves-du-Manoir, Montpellier Zuschauer: 11.209 |
| 15. Dezember 2012 19:00 MEZ | Bericht                |         |               | Stade Yves-du-Manoir, Montpellier Zuschauer: 11.209 |

| 16. Dezember 2012 16:00 WEZ | RC Toulon | 62 : 0 | Sale Sharks | Stade Mayol, Toulon Zuschauer: 13.935 |
| 16. Dezember 2012 16:00 WEZ | Bericht   |        |             | Stade Mayol, Toulon Zuschauer: 13.935 |

| 11. Januar 2013 20:00 WEZ | Sale Sharks | 6 : 27 | Montpellier Hérault RC | Salford City Stadium, Salford Zuschauer: 6.088 |
| 11. Januar 2013 20:00 WEZ | Bericht     |        |                        | Salford City Stadium, Salford Zuschauer: 6.088 |

| 12. Januar 2013 14:35 MEZ | RC Toulon | 45 : 25 | Cardiff Blues | Stade Mayol, Toulon Zuschauer: 13.509 |
| 12. Januar 2013 14:35 MEZ | Bericht   |         |               | Stade Mayol, Toulon Zuschauer: 13.509 |

| 19. Januar 2013 15:40 WEZ | Cardiff Blues | 26 : 14 | Sale Sharks | Cardiff Arms Park, Cardiff Zuschauer: 7.473 |
| 19. Januar 2013 15:40 WEZ | Bericht       |         |             | Cardiff Arms Park, Cardiff Zuschauer: 7.473 |

| 19. Januar 2013 16:40 MEZ | Montpellier Hérault RC | 23 : 3 | RC Toulon | Stade Yves-du-Manoir, Montpellier Zuschauer: 14.370 |
| 19. Januar 2013 16:40 MEZ | Bericht                |        |           | Stade Yves-du-Manoir, Montpellier Zuschauer: 14.370 |

## K.-o.-Runde

### Setzliste
1. Harlequins
2. ASM Clermont Auvergne
3. RC Toulon
4. Saracens
5. Ulster Rugby
6. Leicester Tigers
7. Montpellier Hérault RC
8. Munster Rugby

### Viertelfinale
| 6. April 2013 16:40 MESZ | ASM Clermont Auvergne | 36 : 14        | Montpellier Hérault Rugby                                              | Stade Marcel-Michelin, Clermont-Ferrand Zuschauer: 17.726 Schiedsrichter: Wayne Barnes (England) |
| 6. April 2013 16:40 MESZ | Versuche: Fofana 27. n.erh. Rougerie 32. erh. Sivivatu 52. erh. Byrne 66. erh. Nalaga 75. n.erh. Erhöhungen: Parra (2/3) Skrela (1/2) Straftritte: Parra (1/1) 20. | (15:9) Bericht | Versuche: Nagusa 80. n.erh. Straftritte: Paillaugue (3/4) 5., 12., 23. | Stade Marcel-Michelin, Clermont-Ferrand Zuschauer: 17.726 Schiedsrichter: Wayne Barnes (England) |

| 6. April 2013 18:30 WESZ | Saracens | 27 : 16        | Ulster Rugby                                                                                    | Twickenham Stadium, London Zuschauer: 37.888 Schiedsrichter: Romain Poite (Frankreich) |
| 6. April 2013 18:30 WESZ | Versuche: Fraser 32. erh. Ashton 62. n.erh. Erhöhungen: Farrell (1/2) Straftritte: Farrell (5/5) 1., 28., 36., 49., 59. | (16:6) Bericht | Versuche: Henderson 76. erh. Erhöhungen: Pienaar (1/1) Straftritte: Pienaar (3/5) 26., 30., 56. | Twickenham Stadium, London Zuschauer: 37.888 Schiedsrichter: Romain Poite (Frankreich) |

| 7. April 2013 14:00 WESZ | Harlequins                                 | 12 : 18       | Munster Rugby                                          | The Stoop, London Zuschauer: 15.000 Schiedsrichter: Jérôme Garcès (Frankreich) |
| 7. April 2013 14:00 WESZ | Straftritte: Evans (4/5) 3., 18., 28., 65. | (9:6) Bericht | Straftritte: O’Gara (6/7) 24., 33., 42., 46., 48., 58. | The Stoop, London Zuschauer: 15.000 Schiedsrichter: Jérôme Garcès (Frankreich) |

| 7. April 2013 17:30 MESZ | RC Toulon                                                                                | 21 : 15       | Leicester Tigers                                 | Stade Mayol, Toulon Zuschauer: 15.263 Schiedsrichter: George Clancy (Irland) |
| 7. April 2013 17:30 MESZ | Straftritte: Wilkinson (6/6) 29., 34., 43., 46., 59., 64. Dropgoals: Wilkinson (1/2) 79. | (6:9) Bericht | Straftritte: Flood (5/6) 10., 14., 18., 57., 65. | Stade Mayol, Toulon Zuschauer: 15.263 Schiedsrichter: George Clancy (Irland) |

### Halbfinale
| 27. April 2013 18:00 MESZ | ASM Clermont Auvergne                                                                   | 16 : 10        | Munster Rugby                                                                   | Stade de la Mosson, Montpellier Zuschauer: 32.900 Schiedsrichter: Nigel Owens (Wales) |
| 27. April 2013 18:00 MESZ | Versuche: Nalaga 8. erh. Erhöhungen: Parra (1/1) Straftritte: Parra (3/4) 13., 17., 47. | (13:3) Bericht | Versuche: Hurley 59. erh. Erhöhungen: O’Gara (1/1) Straftritte: O’Gara (1/1) 5. | Stade de la Mosson, Montpellier Zuschauer: 32.900 Schiedsrichter: Nigel Owens (Wales) |

| 28. April 2013 15:00 WESZ | Saracens                                     | 12 : 24        | RC Toulon                                                                                    | Twickenham Stadium, London Zuschauer: 25.584 Schiedsrichter: Alain Rolland (Irland) |
| 28. April 2013 15:00 WESZ | Straftritte: Farrell (4/5) 2., 21., 34., 49. | (9:12) Bericht | Straftritte: Wilkinson (7/7) 4., 12., 17., 24., 46., 55., 76. Dropgoals: Wilkinson (1/2) 73. | Twickenham Stadium, London Zuschauer: 25.584 Schiedsrichter: Alain Rolland (Irland) |

### Finale
| 18. Mai 2013 17:00 MEZ | ASM Clermont Auvergne                                                                          | 15 : 16       | RC Toulon                                                                                          | Aviva Stadium, Dublin Zuschauer: 50.148 Schiedsrichter: Alain Rolland (Irland) |
| 18. Mai 2013 17:00 MEZ | Versuche: Nalaga 41. n.erh. James 47. erh. Erhöhungen: Parra (1/2) Straftritte: Parra (1/1) 3. | (3:3) Bericht | Versuche: Armitage 63. erh. Erhöhungen: Wilkinson (1/1) Straftritte: Wilkinson (3/3) 13., 45., 60. | Aviva Stadium, Dublin Zuschauer: 50.148 Schiedsrichter: Alain Rolland (Irland) |

| 15                 | Lee Byrne             |     |
| 14                 | Sitiveni Sivivatu     |     |
| 13                 | Aurélien Rougerie     | 68. |
| 12                 | Wesley Fofana         |     |
| 11                 | Napolioni Nalaga      |     |
| 10                 | Brock James           | 73. |
| 09                 | Morgan Parra          | 71. |
| 08                 | Damien Chouly         |     |
| 07                 | Gerhard Vosloo        | 68. |
| 06                 | Julien Bonnaire       |     |
| 05                 | Nathan Hines          |     |
| 04                 | Jamie Cudmore         |     |
| 03                 | Dawit Sirakaschwili   | 73. |
| 02                 | Benjamin Kayser       | 66. |
| 01                 | Thomas Domingo        | 66. |
| Auswechselspieler: |                       |     |
| 16                 | Ti’i Paulo            | 66. |
| 17                 | Vincent Debaty        | 66. |
| 18                 | Clément Ric           | 73. |
| 19                 | Julien Pierre         |     |
| 20                 | Julien Bardy          | 68. |
| 21                 | Ludovic Radosavljevic | 71. |
| 22                 | David Skrela          | 73. |
| 23                 | Regan King            | 68. |

| 15                 | Delon Armitage              |     |
| 14                 | Rudi Wulf                   |     |
| 13                 | Mathieu Bastareaud          |     |
| 12                 | Matt Giteau                 |     |
| 11                 | Alexis Palisson             |     |
| 10                 | Jonny Wilkinson             |     |
| 09                 | Sébastien Tillous-Borde     | 50. |
| 08                 | Chris Masoe                 | 69. |
| 07                 | Juan Martín Fernández Lobbe |     |
| 06                 | Danie Rossouw               | 50. |
| 05                 | Nick Kennedy                |     |
| 04                 | Bakkies Botha               | 69. |
| 03                 | Carl Hayman                 | 76. |
| 02                 | Sébastien Bruno             | 50. |
| 01                 | Andrew Sheridan             | 61. |
| Auswechselspieler: |                             |     |
| 16                 | Jean-Charles Orioli         | 50. |
| 17                 | Gethin Jenkins              | 61. |
| 18                 | Dawit Kubriaschwili         | 76. |
| 19                 | Joe van Niekerk             | 50. |
| 20                 | Steffon Armitage            | 69. |
| 21                 | Maxime Mermoz               |     |
| 22                 | Frédéric Michalak           | 50. |
| 23                 | Jocelino Suta               | 69. |

## Statistik
Quelle: Statistik ERC

### Meiste erzielte Versuche
|   | Name             | Versuche | Verein                |
| - | ---------------- | -------- | --------------------- |
| 1 | Napolioni Nalaga | 8        | ASM Clermont Auvergne |
| 2 | Alex Cuthbert    | 5        | Cardiff Blues         |
| 2 | Wesley Fofana    | 5        | ASM Clermont Auvergne |

### Meiste erzielte Punkte
|   | Name            | Punkte | Verein                |
| - | --------------- | ------ | --------------------- |
| 1 | Morgan Parra    | 113    | ASM Clermont Auvergne |
| 2 | Jonny Wilkinson | 108    | RC Toulon             |
| 3 | Owen Farrell    | 104    | Saracens              |
| 4 | Nick Evans      | 73     | Harlequins            |
| 5 | Dan Parks       | 68     | Connacht Rugby        |